# Вацлав Ібянський

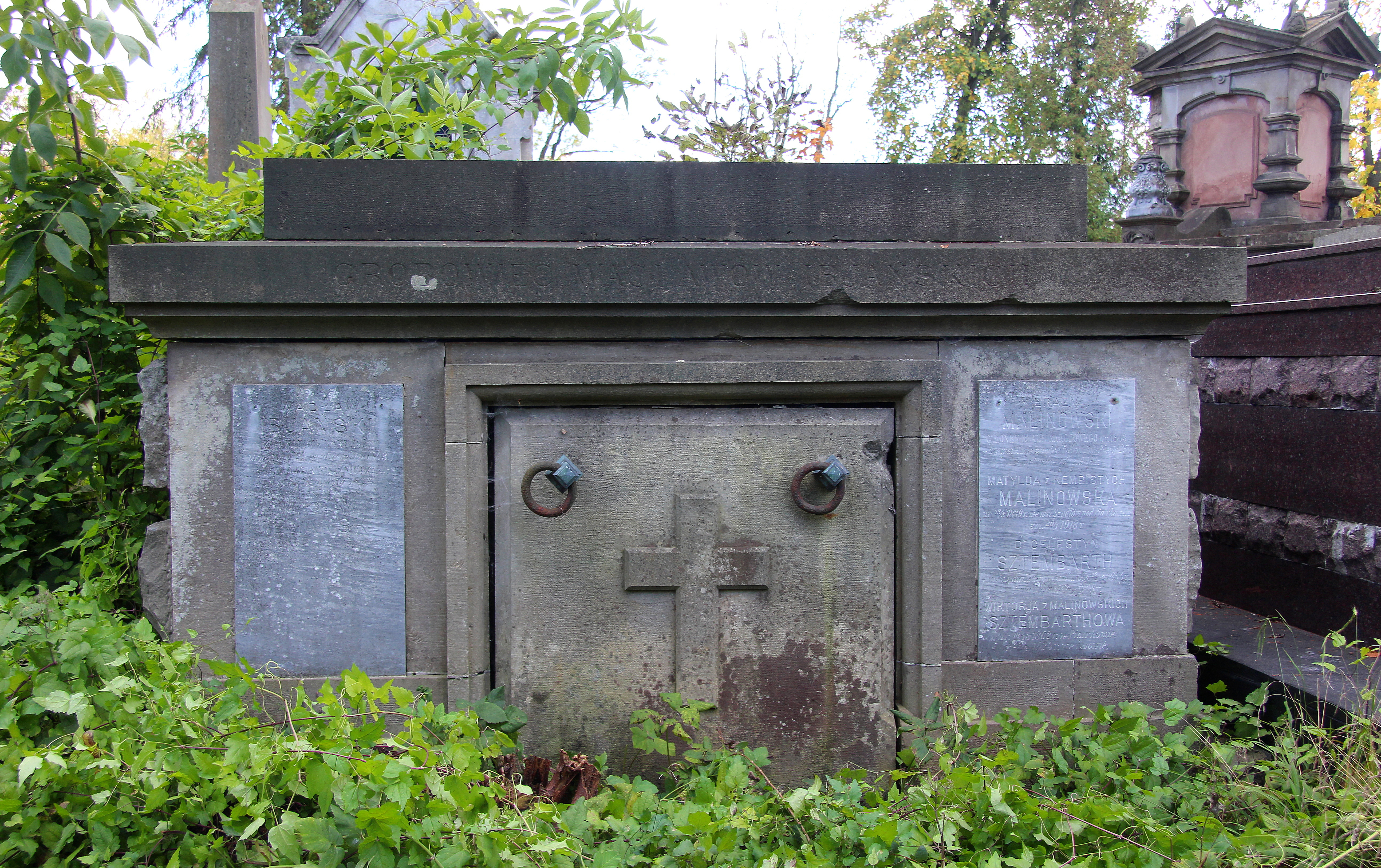

Вацлав Ібянський (пол. Wacław Ibiański; 1843, Самогітія ,Ковенська губернія, Російська імперія— 1893, Львів, Цислейтанія, Австро-Угорщина) — польський інженер, підприємець, учасник антиросійського повстання 1863 року.Протягом останнього періоду свого життя мешкав і працював у Галичині.
Відомий головно тим, що під його керівництвом у 1887—1888 роках перекрили річку Полтву в центрі Львова бетонними склепіннями в районі бульвару (нині — проспект Свободи).
Похований на полі № 71 Личаківського цвинтаря.